# Контрапозиција
Контрапозиција је правило математичке логике које казује да без последице не може бити ни узрока. Другачије речено, правило гласи:
Ако  онда Q.
Дакле, ако није Q онда није P.
Ово правило се секвентно записује као {\displaystyle P\Rightarrow Q\vdash \neg Q\Rightarrow \neg P}, односно као
{\displaystyle {\frac {P\Rightarrow Q}{\neg Q\Rightarrow \neg P}}(K)}.
Правило контрапозиције еквивалентно је правилу модус толенс.

## Објашњење истинитосном таблицом
Испод је дата истинитосна таблица импликације.
| P | Q | P ⇒ Q |
| - | - | ----- |
| T | T | T     |
| T | F | F     |
| F | T | T     |
| F | F | T     |

Како је импликација нетачна једино у сличају када из тачног следи нетачно, то је једини могући избор истинитосне варијабле која може следити из нечега што је нетачно управо нетачно, иначе се ствара контрадикција. Другим речима, како би се у систему очувала истина, једино што је могуће да следи из неистинитог је неистинито, али под претходном претпоставком неке импликације.

## Доказ еквиваленције са правиломмодус толенс
Докажимо прво да из модус толенса следи контрапозиција. Нека важи P ⇒ Q, ¬Q ⊢ ¬P, тј. модус толенс. Претпоставимо сада P ⇒ Q. Оно што треба доказати је ¬Q ⇒ ¬P. Претпоставимо ¬Q; но одавде, директно из правила модус толенс, излази и ¬P, чиме је доказано да важи ¬Q ⇒ ¬P, тј. контрапозиција. Обратно, уколико важи P ⇒ Q ⊢ ¬Q ⇒ ¬P (контрапозиција), докажимо да важи модус толенс. Претпоставимо зато P ⇒ Q и ¬Q. Из P ⇒ Q, према премиси контрапозиције, одмах следи и ¬Q ⇒ ¬P, одакле, из претпоставке ¬Q, следи и ¬P (тј. доказан је модус толенс), чиме је доказан и овај смер еквиваленције.

## Примери
Уколико конобар дође наручићу вечеру.
Дакле, ако не наручим вечеру конобар није дошао.
Ако Ана живи у Пироту, сигурно живи и у Србији.
Дакле, ако Ана не живи у Србији сигурно не живи ни у Пироту.
Уколико избије пожар ватрогасци ће доћи.
Дакле, уколико ватрогасци не дођу, није било пожара.